# Лікок Тауншип (округ Ланкастер, Пенсільванія)
Лікок Тауншип (англ. Leacock Township) — селище (англ. township) в США, в окрузі Ланкастер штату Пенсільванія. Населення — 5652 особи (2020).

## Демографія
Згідно з переписом 2010 року, у селищі мешкало 5220 осіб у 1525 домогосподарствах у складі 1215 родин. Було 1603 помешкання
Расовий склад населення:
| - 97,8 % — білих - 0,5 % — чорних або афроамериканців - 0,4 % — азіатів - 0,3 % — корінних американців - 0,1 % — вихідців з тихоокеанських островів |

До двох чи більше рас належало 0,5 %. Частка іспаномовних становила 1,4 % від усіх жителів.
За віковим діапазоном населення розподілялося таким чином: 36,3 % — особи молодші 18 років, 49,5 % — особи у віці 18—64 років, 14,2 % — особи у віці 65 років та старші. Медіана віку мешканця становила 27,4 року. На 100 осіб жіночої статі у селищі припадало 98,2 чоловіків;  на 100 жінок у віці від 18 років та старших — 97,6 чоловіків також старших 18 років.
Середній дохід на одне домашнє господарство  становив 70 721 долар США (медіана — 55 610), а середній дохід на одну сім'ю — 81 211 долар (медіана — 61 135). Медіана доходів становила 46 417 доларів для чоловіків та 25 192 долари для жінок. За межею бідності перебувало 7,7 % осіб, у тому числі 5,4 % дітей у віці до 18 років та 16,1 % осіб у віці 65 років та старших.
Цивільне працевлаштоване населення становило 2527 осіб. Основні галузі зайнятості: мистецтво, розваги та відпочинок — 18,8 %, виробництво — 17,8 %, роздрібна торгівля — 16,6 %.